# Omotači penisa
Omotači penisa su različite anatomske strukture koje obavijaju muški polni ud. Čine ih: koža penisa sa svojim naborima, Dartosova fascija, Buckova fascija i tunica albuginea.
Za omotače penisa potrebno je istaći da fascije penisa, zbog svog kapsularnog izgleda i labave međusobne povezanosti, omogućavaju laku hiruršku preparaciju i odvajanje bez narušavanja vaskularizacije. 

### Koža penisa
Koža penisa je tanak i rastegljiv omotač, bez prisustva masnog tkiva. Veoma je dobro vaskularizovana, jače pigmentovana, neadherirana za podlogu i lako pokretljiva. 
Folikuli dlaka u koži penisa su veoma retki, i obično se nalaze pri njegovoj bazi.
Na ventralnoj strani kože nalazi se kožni nabor (lat. raphae penis), koji se nastavlja u skrotalni (mošnićki) nabor (лат. raphaescroti). Na distalnom delu koža gradi duplikaturu prepucijuma ili „navlake glavića”, koja prekriva glavić penisa. 
Na ventralnoj strani penisa od spoljašnjeg otvora mokraćovoda lat. meatus externa uretrae, pruža se uzica ili frenulum, kožna, prepucijalna duplikatura.

### ova fascija
ova fascija, koje leži ispod tanke kože penisa, potkožno je tkivo penisa (lat. tunica dartos, fascia penis superficialis) koje je izgrađeno od rastresitog vezivnog tkiva, sa glatkim mišićnim ćelijama bez prisustva masnog tkiva, sa površnim krvnim sudovima i nervima. 
Tunika dartos predstavlja nastavak površinske fascije ingvinuma i perineuma. Pozadi, ona pokriva bulbospongiozni i ishiokavernozni mišić i naziva se Kolesova fascija.
ova fascija je nastavak površinske fascije penisa, sa kojom je labavo vezana. Ona je tanka, ali čvrsto okružuje telo penisa, od glavića do pripoja penilnih korenova za sedalnu kost. Kroz ovu fasciju prolaze duboka dorzalna vena, dorzalne arterije i nervi. 
ova fascija odvaja spongiozno (sunđerasto) telo od kavernoznih tela u poseban odeljak, a u predelu korena penisa nastavlja se Skarpinom fascijom prednjeg trbušnog zida.

### 
je omotač kavernoznog tela, koji je čvrst, debeo i koji se sastoji iz dva sloja: 
- Spoljašnjeg, longitudinalnog
- Unutrašnjeg, cirkularnog. Ovaj sloj okružuje kavernozna tela posebno, formirajući nepotpuni septum.

Distalno tunike albuginee formira se distalni ligament kojim je spojena za glavić. Spongiozno telo takođe ima omotač nalik tuniki albuginei, ali je on mnogo tanji i elastičniji. 
Karakteristično za glavić penisa je da on nema svoju fibroznu kapsulu.

## Spoljašnje veze
Медији везани за чланак Omotači penisa на Викимедијиној остави

- 42:07-0103 —
- Архивирано на веб-сајту  (3. март 2016)
- Архивирано на веб-сајту  (3. март 2016)